# Почтовая Глинка
Почтовая Глинка (бел. Паштовая Глінка) — деревня в Литвиновичском сельсовете Кормянского района Гомельской области Беларуси.
На севере граничит с лесом.

## География

### Расположение
В 23 км на северо-восток от Кормы, в 82 км от железнодорожной станции Рогачёв (на линии Могилёв — Жлобин), в 137 км от Гомеля.

### Гидрография
На реке Сож (приток реки Днепр).

## Транспортная сеть
Транспортные связи по просёлочной, затем автомобильной дороге Корма — Литвиновичи. Планировка состоит из почти прямолинейной улицы, ориентированной с юго-запада на северо-восток и застроенной двусторонне деревянными крестьянскими усадьбами.

## История
Деревня Почтовая Глинка – известна ещё с 1708 года, когда конница Пётра I на этом месте захватила обоз отступавших шведов. Скорее всего название произошло от проходящего мимо почтового тракта, по которому перевозили почту, позже, эта дорога переименована в Екатерининский тракт. Наиболее активная застройка приходится на 1920-е годы. В 1931 году жители вступили в колхоз. Согласно переписи 1959 года в составе колхоза имени П. Н. Лепешинского (центр — деревня Литвиновичи).

## Население

### Численность
- 2023 год — 3 жителя[1]

### Динамика
- 1959 год — 189 жителей (согласно переписи).
- 2004 год — 15 хозяйств, 25 жителей.

## Культура
- Музей вдов Великой Отечественной войны[1]. Основан жителем деревни, бывшем учителем истории Алексеем Васильевичем Степаненко[1].

## Достопримечательность
- Археологический комплекс раннего железного века (1-е тысячелетие до н.э. – 1-е тысячелетие н.э.)